# Миль, Ян
Ян Миль (нидерл. Jan Miel, Jan Miele, Jan Bicke, Jan Bike, Cavaliere Giovanni Miele, Cavaliere Giovanni Milo, 1599, Беверен — 1663, Турин) — фламандский живописец и гравёр бытового жанра. Он сотрудничал со многими художниками в Риме, а во второй половине жизни работал в Турине в качестве придворного художника герцога Савойского Карла Эммануила II.

## Биография
Ян Миль, вероятно, родился в Беверен-Ваасе, Восточная Фландрия, но в качестве возможных мест рождения также предполагаются Антверпен и Хертогенбос. О его обучении данных нет, но предполагается, что оно проходило в Антверпене. Итальянский биограф семнадцатого века Джованни Баттиста Пассери ссылается на обучение у Антониса Ван Дейка во Фландрии, но независимых доказательств этому утверждению нет. Предполагается также, что в Антверпене он работал в мастерской Геркулеса Сегерса.
C 1636 по 1658 год его деятельность отмечена в Риме, но не исключено, что он был там уже в 1633 году. На короткое время Ян Миль сблизился с Андреа Сакки, выполнил несколько фресок в римских церквях, украшал росписями Квиринальский дворец.
В Риме Ян Миль стал членом общества «Перелётные птицы», или «Бент» — братства, иностранных художников, прибывавших в католический Рим из северных стран (главным образом из Нидерландов и Германии). Согласно правилам общества, художник взял себе новое «изогнутое» имя. Задокументировано два разных изогнутых имени Яна Миля: «Биеко» (итал. Bieco — косой, «злобный») и Honingh-Bie (нидерл. Honingh-Bie — «медоносная пчела»), от фамилии «Миле», под которой он был известен в Италии (итал. Miele — мёд).
В Риме Миль также познакомился с кругом художников бытового жанра «Бамбоччанти», в основном голландскими и фламандскими художниками, работавшими в Риме, которые в основном создавали небольшие кабинетные картины и гравюры, изображающие повседневную жизнь. Ян Миль сыграл важную роль в развитии этой традиции в Риме.
В 1648 году Миль был первым северным художником, принятым в Академию Святого Луки, престижную ассоциацию ведущих художников Рима. Задокументировано пребывание Миля в Северной Италии около 1654 года. С 1658 года и до своей смерти он проживал в Турине, где был назначен придворным художником герцога Савойского Карла Эммануила II Карла Эммануила II. 5 декабря 1663 года Виллем Шеллинкс и Жак Тьерри посетили Яна Миля в Турине; Шеллинкс упомянул в своём журнале (Королевская библиотека Копенгагена), что «герцог наградил [Яна Миля] Рыцарским орденом Святых Маврикия и Лазаря».

## Творчество
Первые датированные картины Миля 1630-х годов демонстрируют влияние Питера ван Лара, лидера группы «бамбоччанти», они изображают людей низшего сословия, занятых своими обычными делами, а также игроков, деревенские танцы, шарлатанов, парикмахеров, сапожников, странствующих музыкантов и актеров.
Примером произведения в стиле «бамбоччанти» является картина «Шарлатан» (Эрмитаж, Санкт-Петербург). Картина традиционно трактовалась как изображение странствующего торговца лекарствами со своими помощниками, демонстрирующего толпе хамоватых зрителей благотворное действие своего товара. Мотив шарлатанов был общей чертой фламандской и голландской бытовой живописи. Главные персонажи эрмитажной картины изображены одетыми как персонажи итальянской «комедии дель арте»: шарлатан носит маску и костюм «доктора», а гитарист — костюм дзанни (безумного слуги). Ян Миль писал и другие произведения, используя персонажей комедии дель арте, такие как «Карнавал в Риме» (музей Прадо, 1653) и «Репетиция актеров» (коллекция Зингоне, Рим). В 1640-х и 1650-х годах Миль, как и Микеланджело Черквоцци, стал расширять границы жанра, уделяя меньше внимания окружающему пейзажу и вместо этого подчёркивая анекдотические аспекты городской и деревенской жизни.
Ян Миль активно сотрудничал с Вивиано Кодацци и Микеланджело Черквоцци. Предположительно писал фигуры на некоторых картинах Клода Лоррена во время его пребывания в Риме (однако доказательств этому факту пока найти не удалось). Особенно тесно Миль сотрудничал с Алессандро Салуччи, важным новатором в живописи ведуты. Салуччи создал множество каприччиo, включая античные римские памятники в воображаемую среду. Сотрудничество двух художников началось в 1635 году и закончилось, когда Миль в 1658 году уехал из Рима в Турин. Есть сведения, что в 1641 году Ян Миль работал в мастерской Андреа Сакки.
Самый оригинальный вклад в жанровую живопись Миэль внёс благодаря картинам с карнавальными сценами. Примером может служить «Карнавал на площади Колонна» (Атенеум Уодсворт, 1645).
Переехав в Турин, Ян Миль украсил королевский охотничий домик в Венария-Реале масштабными сценами охоты (часть которых позднее были утрачены). Он писал все боль исторических картин, демонстрирующих усиление классических тенденций, уже присутствовавших в религиозных картинах 1650-х годов. Миль также начал изучать и копировать работы Рафаэля и Аннибале Карраччи, точно так же, как он копировал работы Питера ван Лара в начале своей карьеры.
Миль также был опытным гравёром. Он разработал фронтиспис для «La povertà contenta» (Рим, 1650) Даниэлло Бартоли и иллюстрации для «De bello belgico» (Рим, 1647) Фамиано Страда.
Произведения Яна Миля хранятся во многих музеях Европы и США, семь картин — в санкт-петербургском Эрмитаже.

## Галерея

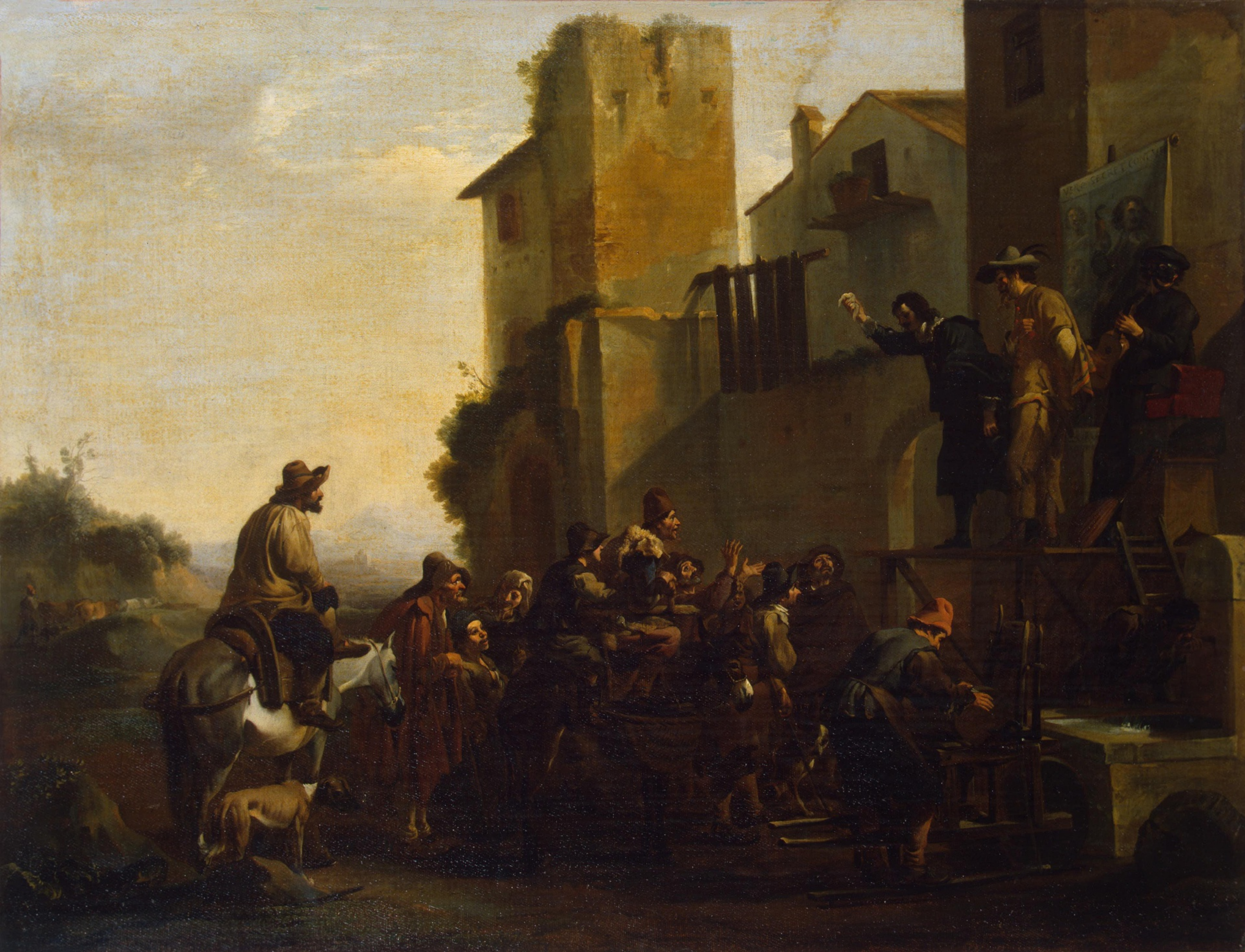
Шарлатан. Ок. 1650. Холст, масло. Государственный Эрмитаж, Санкт-Петербург
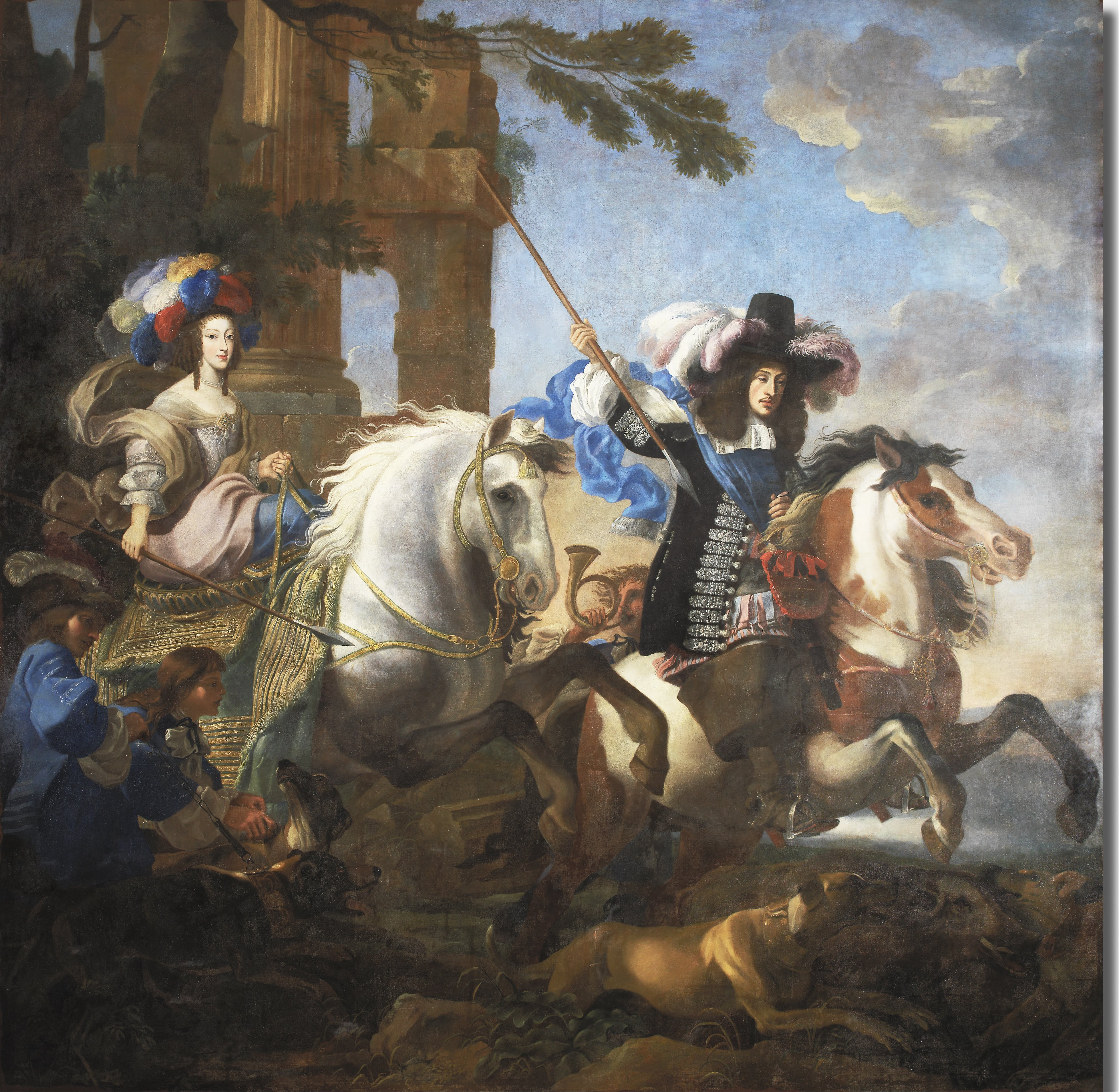
Энрикетта Аделаида Савойская, курфюрша Баварии. Между 1600 и 1699. Холст, масло. Венария-Реале, Турин
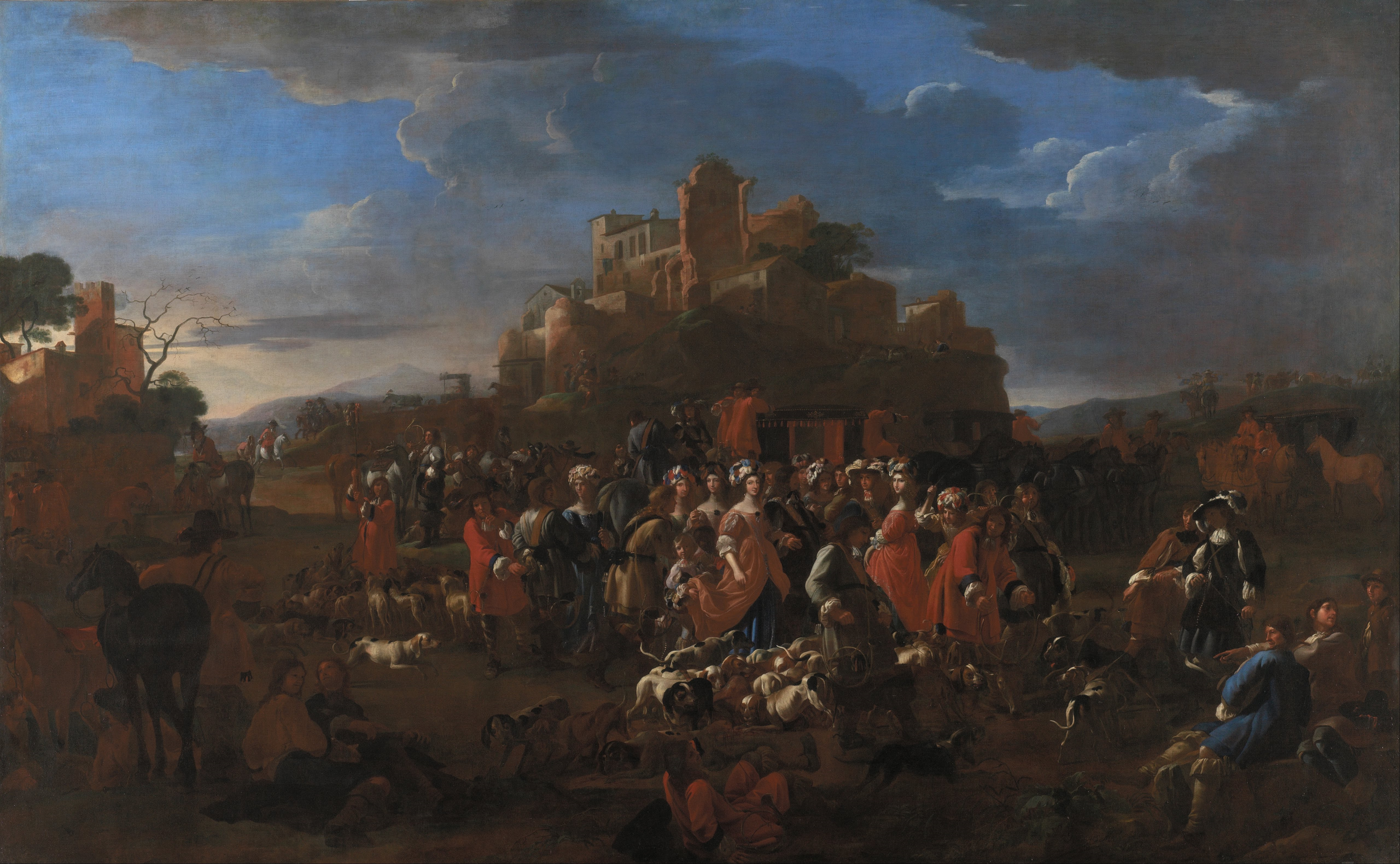
Курия королевского двора. 1661. Холст, масло. Венария-Реале, Турин
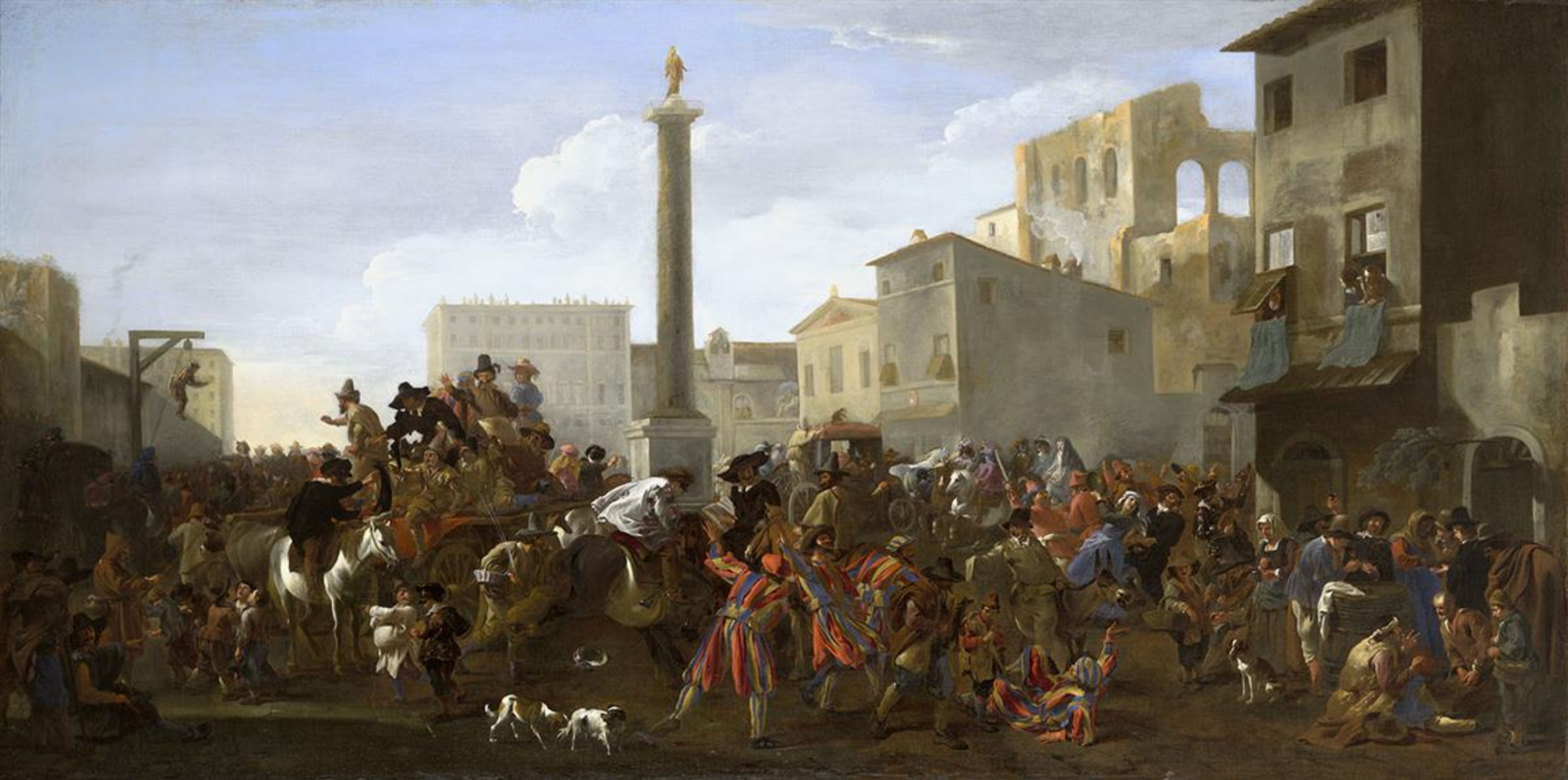
Карнавал на Пьяцца Колонна в Риме. 1645. Холст, масло. Уодсворт Атенеум, Хартфорд, Коннектикут, США
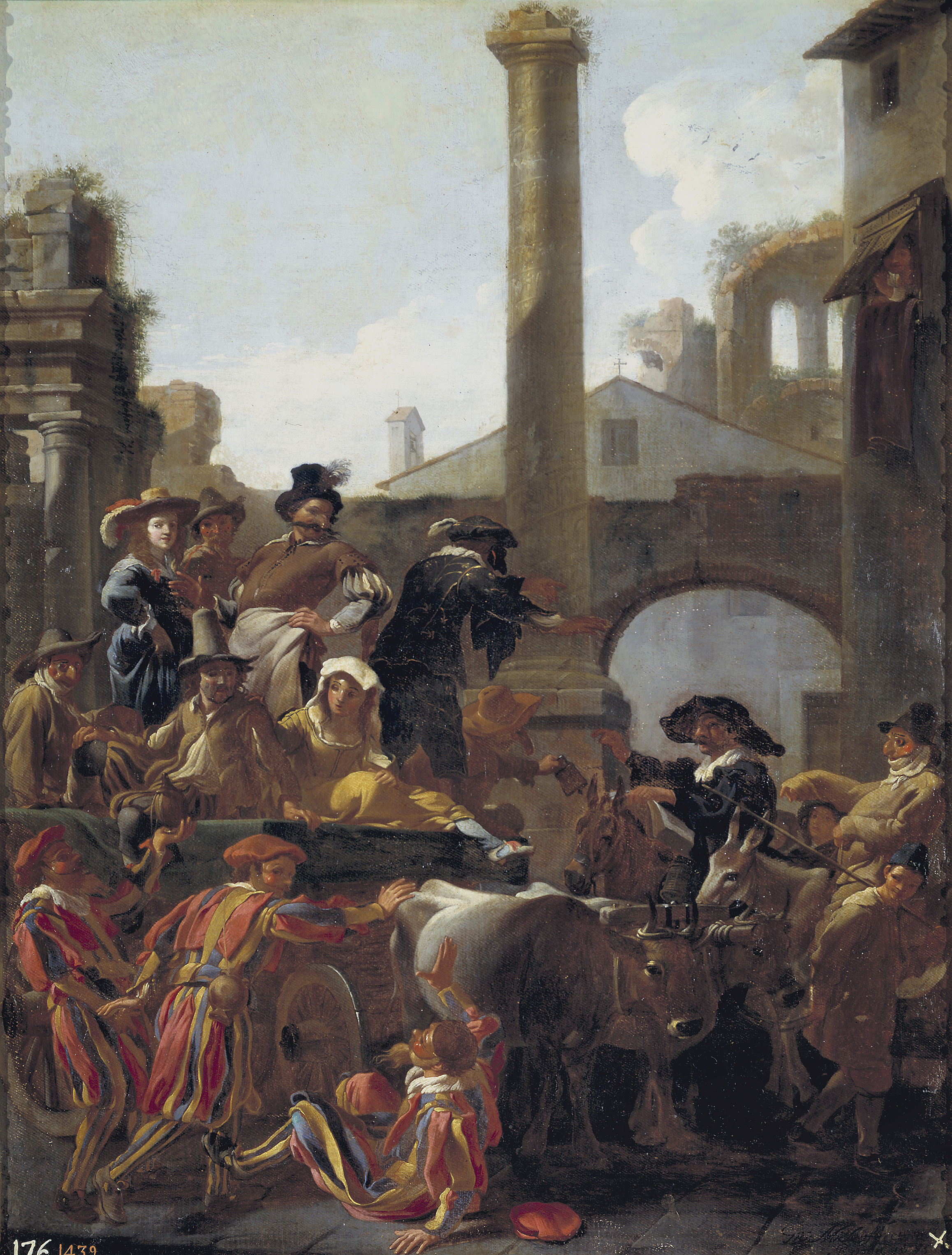
Карнавал в Риме. 1653. Холст, масло. Прадо, Мадрид
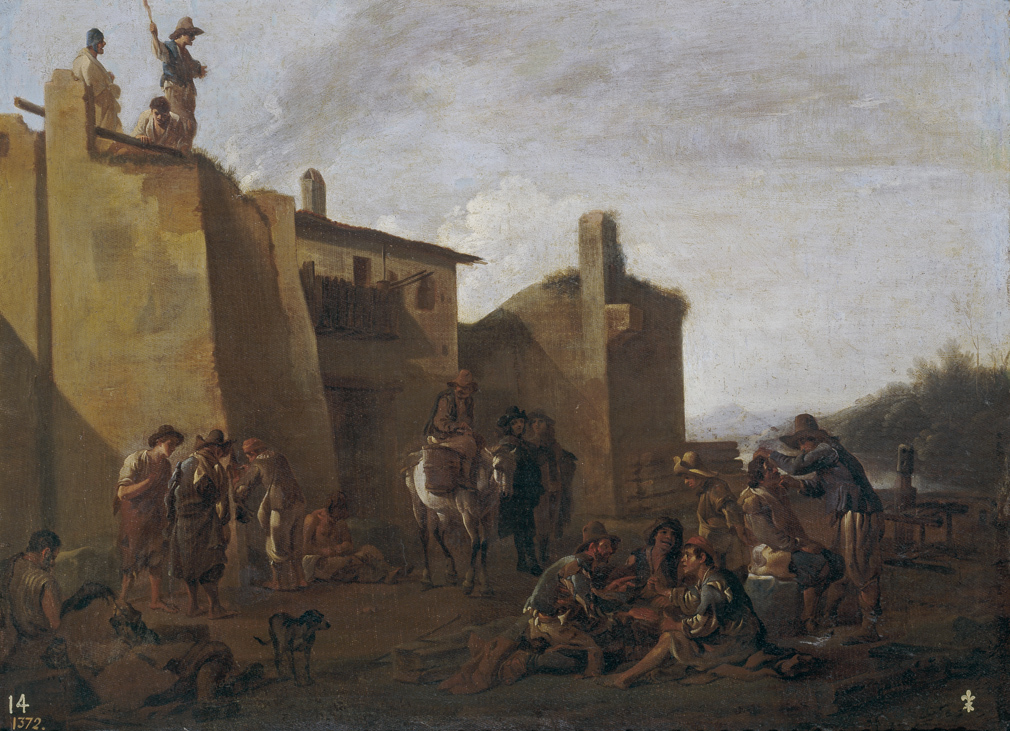
Народная сцена. Между 1633 и 1663. Холст, масло. Прадо, Мадрид
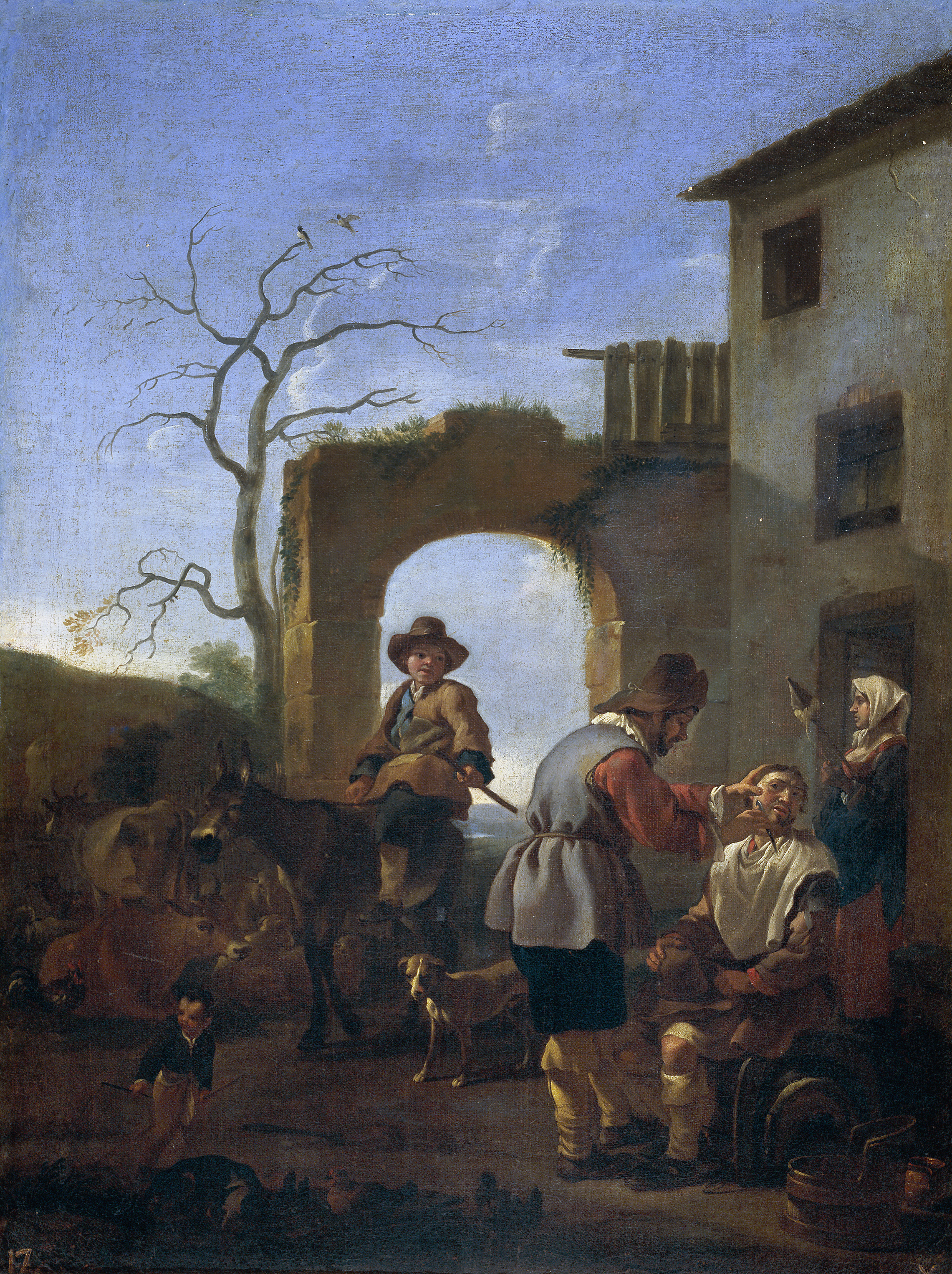
Деревенский парикмахер. Между 1633 и 1663. Холст, масло. Прадо, Мадрид
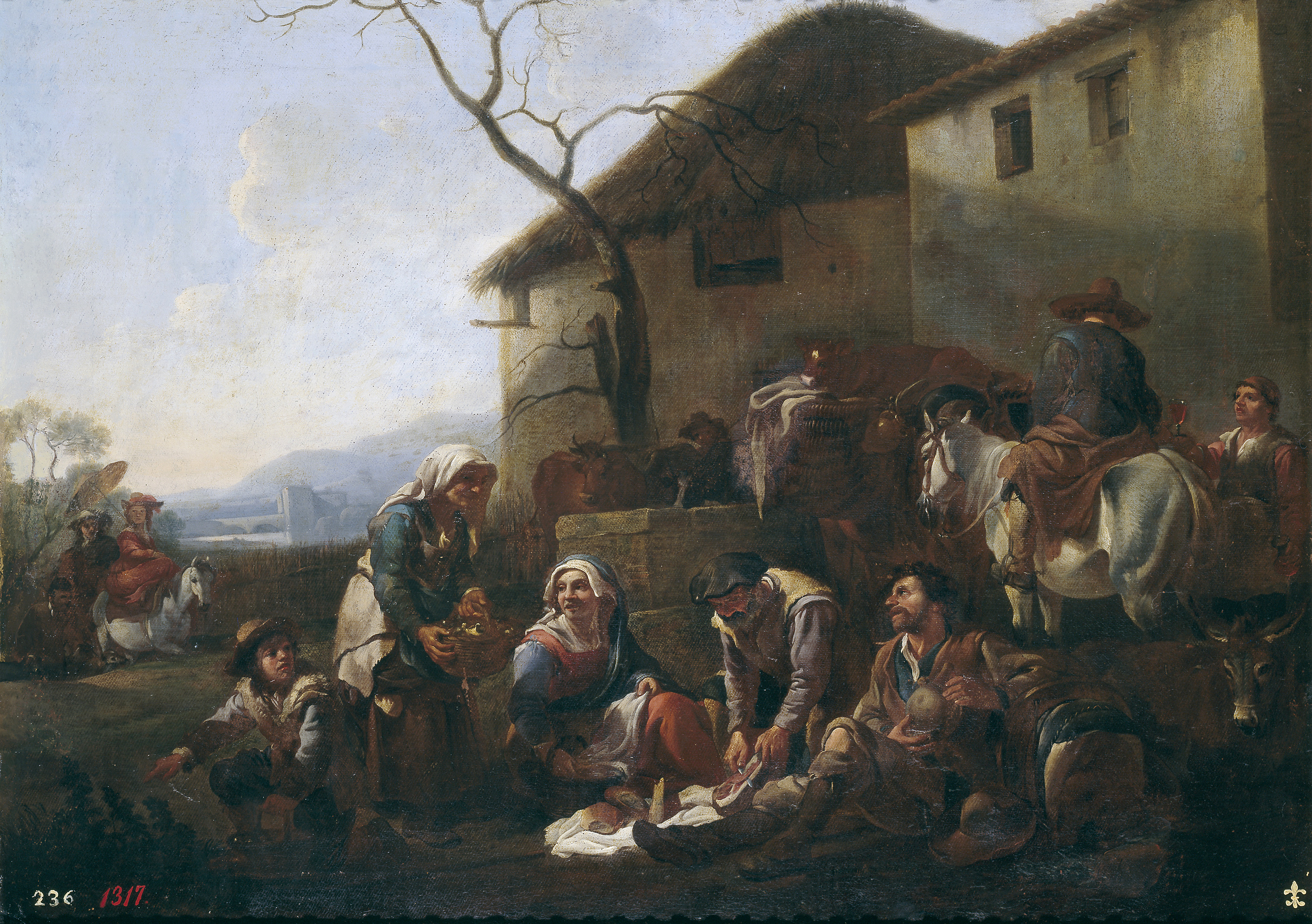
Закуска. Между 1633 и 1663. Холст, масло. Прадо, Мадрид